# Callochiton klemioides
Callochiton klemioides is een keverslakkensoort uit de familie van de Callochitonidae. De wetenschappelijke naam van de soort is voor het eerst geldig gepubliceerd in 1937 door Leloup.